# Kuća biskupa Tome Tomassinija
Kuća biskupa Tome Tomassinija nalazi se u gradu Hvaru,na adresi ul. Marije Maričić 1.

## Opis
Gotička biskupska jednokatnica s biforom na glavnom pročelju, sagrađena u središnjem dijelu Grode. Tlocrt kuće je u obliku izduženog pravokutnika. Gradnju kuće je potakao biskup Toma Tomasini u drugoj polovini 15. stoljeća kako bi imao kuću pod zaštitom gradskih zidina. Na nadvratniku vrata u prizemlju istaknut je njegov grb. Na katu južnog pročelja istaknuta je gotička bifora sa središnjim tordiranim konopom koja se može povezati s radionicom Jurja Dalmatinca.

## Zaštita
Pod oznakom Z-6586 zaveden je kao nepokretno kulturno dobro - pojedinačno, pravna statusa zaštićena kulturnog dobra, klasificirano kao "stambene građevine".